# Gladicosa
Gladicosa Brady, 1987 è un genere di ragni appartenente alla famiglia Lycosidae.

## Distribuzione
Le 5 specie note di questo genere sono state reperite in America settentrionale (tutte negli USA, la specie tipo anche in Canada).

## Tassonomia
Le caratteristiche di questo genere sono state descritte dall'analisi degli esemplari tipo Lycosa gulosa Walckenaer, 1837, effettuata dall'aracnologo Brady nel 1987.
Non sono stati esaminati esemplari di questo genere dal 2003.
Attualmente, a gennaio 2017, si compone di 5 specie:
1. Gladicosa bellamyi (Gertsch & Wallace, 1937) — USA
2. Gladicosa euepigynata (Montgomery, 1904) — USA
3. Gladicosa gulosa (Walckenaer, 1837)[2] — USA, Canada
4. Gladicosa huberti (Chamberlin, 1924) — USA
5. Gladicosa pulchra (Keyserling, 1877) — USA

### Sinonimi
- Gladicosa cherokee (Chamberlin & Ivie, 1942); trasferita qui dal genere Lycosa e posta in sinonimia con G. bellamyi (Gertsch & Wallace, 1937) a seguito di un lavoro dell'aracnologo Brady del 1987[1].
- Gladicosa purcelli (Montgomery, 1902); rimossa dalla sinonimia con Alopecosa kochi e posta in sinonimia con G. gulosa (Walckenaer, 1837) a seguito di un lavoro di Brady del 1987, contra alcune considerazioni espresse dagli aracnologi Gertsch & Wallace in un loro studio del 1935.